# John Lissauer
John Lissauer (* Summit, New Jersey, USA) je americký hudebník, hudební producent, skladatel a aranžér.
Studoval hudbu na Yaleově univerzitě a svou profesionální kariéru zahájil v polovině sedmdesátých let. V roce 1974 zahájil spolupráci s kanadským hudebníkem Leonardem Cohenem, nejprve produkoval album New Skin for the Old Ceremony a později společně pracovali na dalším projektu, jímž bylo nakonec nevydané album Songs for Rebecca. S Cohenem spolupracoval i o deset let později na nahrávce Various Positions a znovu v roce 2006 na albu Blue Alert zpěvačky Anjani, jehož byl Cohen producentem.
Během své kariéry spolupracoval s mnoha dalšími hudebníky, mezi které patří například Bette Midler, Lewis Furey nebo Loudon Wainwright III. Rovněž složil hudbu k několika filmům, jako například David & Layla (2005) a Apartment 1303 (2007).